# Club Deportivo Azuaga
El Club Deportivo Azuaga es un equipo de fútbol español del municipio de Azuaga (Badajoz). Fue fundado en 1972 y juega en el Tercera Federación - Grupo XIV.

## Historia

### Comienzos
La historia futbolística de Azuaga se remonta a marzo de 1921, cuando se crea el Racing Club Arsense de Azuaga.
El 24 de marzo de 1933 se constituye el Azuaga F.C. cuyos colores eran camiseta blanca y azul y pantalón negro.
En febrero de 1934 se crea el Sporting Club Sociedad Deportiva de Azuaga. En la temporada 1934/35 la SD Azuaga consigue el Campeonato Amateur de Extremadura, por lo que en 1935, esta SD Azuaga, en representación de la Federación Oeste(Sur)-Extremeña, fue uno de los 12 equipos que disputó el VI Campeonato Nacional Amateur de España.
En 1952 se crea la Unión Deportiva Azuaga, que en la temporada 1953/54 se integra en la recién creada Regional Preferente Extremeña y, aunque ocupa el último lugar en la tabla clasificatoria, aprovecha la renuncia de otros equipos para ascender a Tercera División.
En 1954 la UD Azuaga, con camiseta roja y pantalón azul, inicia un periodo de tres años en Tercera División, retirándose el 10 de febrero de 1957 a mitad de competición.

### Club Deportivo Azuaga
El 6 de julio de 1972 se constituye el Club Deportivo Azuaga y, en 1975, tras la construcción del Estadio Municipal de Deportes, el CD Azuaga, ya con la indumentaria que llega hasta nuestros días de camiseta roja y blanca y pantalón negro, debuta en la 1ª Regional Extremeña obteniendo el subcampeonato y el ascenso a Regional Preferente.
En 1983, aprovecha una reestructuración de la Tercera División para ascender a la misma, militando en esta categoría durante 5 años, desde la temporada 1983-84 hasta la temporada 1987-88 en que desciende por primera vez en su historia a Regional Preferente.
Dos temporadas después, en la 1989-90 consigue por primera vez el Campeonato de Regional Preferente y por derecho propio asciende a Tercera División, donde se mantiene durante 6 años, hasta que desciende en la temporada 1995/96 y, además, desaparece de las competiciones oficiales.
En la temporada 1998/99 vuelve el CD Azuaga, integrándose en la 1ª Regional Extremeña, obteniendo el ascenso a Regional Preferente, hasta que desciende en la temporada 2000/01.
En la temporada siguiente, 2001/02, obtiene el Campeonato de 1º Regional de Extremadura y vuelve a ascender a la Regional Preferente, en la que se mantiene durante dos años hasta la temporada 2003/04, en que vuelve a desaparecer.
Tras tres años de ausencia, el CD Azuaga vuelve a la competición oficial en la temporada 2007/08 en la 1ª Regional Extremeña, consiguiendo en la temporada 2009/10 el ascenso a Regional Preferente y en la temporada 2012/13 el ascenso a Tercera División, en la que milita actualmente en el Grupo XIV.

### Fase de Ascenso a Segunda División B
Desde entonces, aunque es un club muy humilde, se ha consolidado como uno de los grandes del Grupo XIV, consiguiendo todos los años resultados mejores al anterior. Prueba de ello es su histórica temporada 2016/17, en la que tras luchar todo el año por los puestos de cabeza, consiguió acabar en la cuarta posición, ganándose así el derecho de disputar la Fase de Ascenso a Segunda División B de España.
El día 21 de mayo de 2017 jugó el partido de ida de esta fase contra el CD Vitoria en su estadio, acabando 0-0. En el partido de vuelta, disputado el día 27 de mayo en el Estadio Municipal de Ipurúa (el CD Vitoria es filial de la SD Eibar), vuelven a finalizar 0-0, decidiéndose el vencedor en la tanda de penaltis, donde venció el CD Vitoria por 4-1. El CD Azuaga jugó 92 minutos (contando prórroga) de este partido con 10 jugadores tras una expulsión injusta.
El CD Vitoria fue uno de los 18 equipos de todo el territorio nacional que consiguió el ascenso a Segunda División B.

### Fase de ascenso a Segunda Federación
Tras mantenerse en Tercera División y posteriormente en Tercera Federación las próximas temporadas, lograría en la temporada 2022-23 un segundo puesto tras haber estado peleando hasta la penúltima jornada por el liderato que finalmente se llevó la AD Llerenense. Con esto se clasificaría para la promoción de ascenso a Segunda Federación, en primera ronda se enfrentarían al Jerez CF donde lograría vencer el equipo azuagueño por un global 5-1 tras vencer 1-2 en la ida y 3-0 en la vuelta.
En la siguiente ronda se enfrentaría al Moralo donde lograría volver a ganar tras imponerse por 0-2 en la ida y perder 2-1 la vuelta logrando así el pase a la final por el ascenso donde se enfrentaría a un equipo de cualquier parte del país. El rival en la final fue el Torrent CF, el equipo valenciano lograría ganar 1-2 en la ida jugada en Azuaga y más tarde volvería a ganar esta vez por 2-0 en la vuelta jugada en Torrente eliminando así al Azuaga que se quedaría sin ascenso.

## Uniforme
- Primera equipación : Camiseta rojiblanca a rayas verticales, pantalón negro y medias negras.
- Segunda equipación: Camiseta azul oscuro, pantalón azul oscuro y azules oscuras.

## Patrocinadores
- Marca deportiva: Macron.
- Patrocinador principal: Corvillo Vera.